# Cyanoazijnzuur
Cyanoazijnzuur is een organische verbinding die zowel een carbonzuur als een nitril is. Het is een corrosieve en hygroscopische vaste stof.
Een andere naam voor deze verbinding is malonzuurmononitril, omdat men ze kan beschouwen als een derivaat van malonzuur waarin een van beide carboxylgroepen vervangen is door een nitrilgroep. In de praktijk is het echter malonzuur dat uit cyanoazijnzuur wordt bereid door hydrolyse.

## Synthese
Cyanoazijnzuur kan bereid worden uit reactie van chloorazijnzuur en het cyanide van een alkalimetaal, bijvoorbeeld natriumcyanide, via de Kolbe-nitrilsynthese. De cyanidehoudende verbinding kan ook een cyanohydrine zijn, bijvoorbeeld acetoncyanohydrine.

## Toepassingen
Cyanoazijnzuur en esters ervan (de cyanoacetaten) zijn intermediaire stoffen in de synthese van vele andere chemische stoffen, onder meer malonaten, barbituraten, cafeïne (via butylcyanoacetaat) en glycine. De stof wordt gebruikt in de productie van geneesmiddelen, oppervlakte-actieve stoffen, landbouwchemicaliën, verf, kleurstoffen, kleefstoffen en speciale plastics.

## Reacties
Cyanoazijnzuur kan met ketonen of aldehyden reageren in een Knoevenagel-condensatie. Wanneer die bij een hoge temperatuur wordt uitgevoerd ondergaat het reactieproduct een decarboxylering (vrijzetting van koolstofdioxide) tot een acetonitril. Een voorbeeld is de reactie van cyclododecanon met cyanoazijnzuur, met als katalysator ammoniumacetaat. De Knoevenagel-condensatie geeft cyclododecenylcyanoazijnzuur, dat door decarboxylatie wordt omgezet in cyclododecenylacetonitril. Deze laatste stof heeft een aangename geur van rozen of lelietje-van-dalen en kan in parfums gebruikt worden.
Cyanoazijnzuuresters reageren met formaldehyde tot cyanoacrylaten, die in secondelijm worden gebruikt als werkzame bestanddelen.